# Lloyd Corrigan
Pour les articles homonymes, voir Corrigan.
Lloyd Corrigan est un acteur, réalisateur et scénariste américain, né à San Francisco (Californie) le 16 octobre 1900, et mort à Los Angeles (Californie) le 5 novembre 1969.

## Biographie
Excepté deux films muets comme acteur en 1925 et 1927, Lloyd Corrigan débute au cinéma principalement comme réalisateur (treize films de 1930 à 1937) et scénariste (vingt-sept films de 1926 à 1939). Sa réalisation la plus connue est sans doute Le Danseur pirate de 1936, présenté comme le premier film musical entièrement tourné en Technicolor. En tant que scénariste, il collabore principalement, à l'époque du muet, avec le réalisateur Clarence G. Badger.
À partir de 1939 et jusqu'en 1967, il est exclusivement acteur, participant durant cette période à cent-trois films américains, comme second rôle de caractère, entre autres dans les genres de la comédie, du film musical et du western. Mentionnons Planqué malgré lui (1950) de John Ford et Un monde fou, fou, fou, fou (1963) de Stanley Kramer, l'un de ses trois derniers films.
À la télévision, Lloyd Corrigan contribue à un téléfilm en 1960, et surtout à cinquante-six séries, entre 1952 et 1966, notamment dans le même genre du western (voir sa filmographie ci-dessous).
Enfin, au théâtre, il joue une seule fois à Broadway (New York) en 1933, dans la pièce La Dernière Offensive de Napoléon de Walter Hasenclever (avec Lenore Ulric et Carl Benton Reid, lui-même tenant le rôle-titre), mise en scène par le futur réalisateur Arthur Lubin (son premier film sort l'année suivante).
Il est le fils des acteurs James Corrigan (1867-1929) et Lillian Elliott (1874-1959).

## Filmographie

### Comme acteur

#### Au cinéma
- 1925 : L'Amour cambrioleur (The Splendid Crime) de William C. de Mille
- 1927 : Le Coup de foudre (It) de Clarence G. Badger et Josef von Sternberg
- 1940 : La Jeunesse d'Edison (Young Tom Edison) de Norman Taurog
- 1940 : High School, de George Nichols Jr.
- 1940 : Two Girls on Broadway de S. Sylvan Simon
- 1940 : The Lady in Question de Charles Vidor
- 1940 : Sporting Blood de S. Sylvan Simon
- 1940 : Le Mystère du château maudit (The Ghost Breakers) de George Marshall
- 1940 : Capitaine Casse-Cou (Captain Caution) de Richard Wallace
- 1940 : Le Retour de Frank James (The Return of Frank James) de Fritz Lang
- 1941 : Son patron et son matelot (A Girl, a Guy and a Gob) de Richard Wallace
- 1941 : Kathleen de Harold S. Bucquet
- 1941 : Whistling in the Dark de S. Sylvan Simon
- 1941 : Confessions of Boston Blackie d'Edward Dmytryk
- 1941 : Des hommes vivront (Men of Boys Town) de Norman Taurog
- 1942 : L'Inspiratrice (The Great Man's Lady) de William A. Wellman
- 1942 : La Fièvre de l'or (en) (North to the Klondike) de Erle C. Kenton
- 1942 : Jordan le révolté (Lucky Jordan) de Frank Tuttle
- 1942 : Le Mystère de Marie Roget (The Mystery of Marie Roget) de Phil Rosen
- 1942 : Secrets of the Underground de William Morgan
- 1942 : London Blackout Murders de George Sherman
- 1943 : Les Enfants d'Hitler (Hitler's Children) de Edward Dmytryk
- 1943 : Le Cabaret des étoiles (Stage Door Canteen) de Frank Borzage (caméo, lui-même)
- 1943 : The Mantrap de George Sherman
- 1943 : Le Mystère de Tarzan (Tarzan's Desert Mystery) de Wilhelm Thiele
- 1943 : La Femme gorille (Captive Wild Woman) de Edward Dmytryk
- 1943 : Le Roi des cow-boys (King of the Cowboys) de Joseph Kane
- 1944 : Depuis ton départ (Since you went Away) de John Cromwell
- 1944 : Passport to Destiny de Ray McCarey
- 1944 : L'introuvable rentre chez lui (The Thin Man goes Home) de Richard Thorpe
- 1945 : L'Or et les Femmes (Bring on the Girls) de Sidney Lanfield
- 1945 : The Crime Doctor's Courage de George Sherman

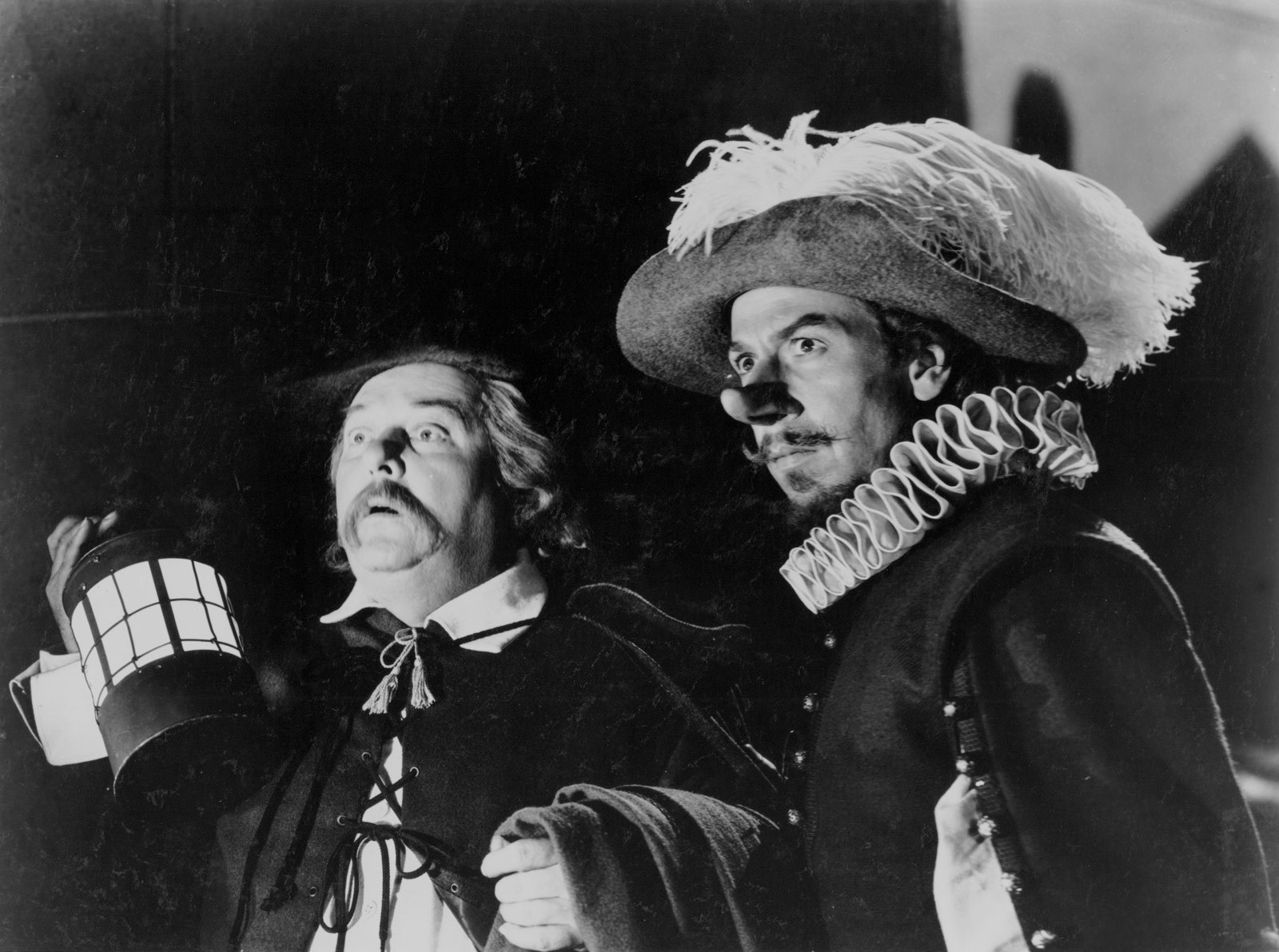
Lloyd Corrigan et José Ferrer (à droite), dans Cyrano de Bergerac (1950)

- 1946 : Two Smart People de Jules Dassin
- 1946 : La Femme loup (She-Wolf of London) de Jean Yarbrough
- 1946 : Le Fils de Robin des Bois (The Bandit of Sherwood Forest) d'Henry Levin et George Sherman
- 1946 : L'Évadée (The Chase) d'Arthur Ripley
- 1946 : Les Compagnons de Jéhu (The Fighting Guardsman) de Henry Levin
- 1947 : Ils étaient quatre frères (Blaze of Noon) de John Farrow
- 1948 : Le Règne de la terreur (en) (Adventures of Casanova) de Roberto Gavaldón
- 1948 : Ainsi sont les femmes (A Date with Judy) de Richard Thorpe
- 1948 : La mariée est folle (The Bride goes Wild) de Norman Taurog
- 1948 : La Grande Horloge (The Big Clock) de John Farrow
- 1949 : C'est moi le papa (en) (And Baby makes Three) d'Henry Levin
- 1949 : Chanson dans la nuit (Dancing in the Dark) d'Irving Reis
- 1950 : Cyrano de Bergerac de Michael Gordon
- 1950 : Irma à Hollywood (My Friend Irma goes West) d'Hal Walker
- 1950 : Planqué malgré lui (When Willie comes Marching Home) de John Ford
- 1950 : Les Cinq Gosses d'oncle Johnny (Father Is a Bachelor) d'Abby Berlin (en) et Norman Foster
- 1951 : Traqué dans la Sierra (en) (Sierra Passage) de Frank McDonald
- 1951 : Le Dernier Bastion (The Last Outpost) de Lewis R. Foster
- 1952 : Le Fils de visage pâle (Son of Paleface) de Frank Tashlin
- 1953 : Les étoiles chantent (The Stars are singing) de Norman Taurog
- 1953 : Épousez-moi (Marry Me Again) de Frank Tashlin
- 1962 : Un crime dans la tête (The Manchurian Candidate) de John Frankenheimer
- 1963 : Un monde fou, fou, fou, fou (It's a Mad Mad Mad Mad World) de Stanley Kramer

#### À la télévision (séries)
- 1955 : Le Choix de... (Screen Directors Playhouse), épisode 4 Arroyo de George Waggner
- 1958 : Au nom de la loi (Wanted : Dead or Alive), Saison 1, épisode 16 Huit cents de récompense (Eight Cent Reward)
- 1959 : Première série Mike Hammer, Saison 2, épisode 11 Coney Island Baby
- 1959 : Zorro, Saison 2, épisode 24 Zorro et l'homme de la montagne (Zorro and the Mountain Man) de Charles Barton, épisode 25 La Chasse à courre des Sierras (The Hound of the Sierras) et épisode 26 Chasse à l'homme (Manhunt)
- 1959 : Johnny Staccato, épisode 7 Le Prédicateur (Evil) de John Cassavetes
- 1960 : Peter Gunn, Saison 3, épisode 4 The Candidate
- 1960-1962 : Les Aventuriers du Far West (Death Valley Days), Saison 8, épisode 16 Money to Burn (1960) ; Saison 10, épisode 13 Sponge Full of Vinegar (1962)
- 1961 : Rawhide, Saison 3, épisode 25 Incident of the Running Man de Jus Addiss
- 1961-1963 : Lassie, Saison 8, épisode 15 Yochim's Christmas (1961) ; Saison 10, épisodes 11 et 12 Lassie's Gift of Love, Parts I & II (1963)
- 1962 : Maverick, Saison 5, épisode 9 The Maverick Report
- 1962 : Denis la petite peste (Dennis the Menace), Saison 3, épisode 27 Junior Pathfinders ride again de Charles Barton
- 1962 : Première série Perry Mason, Saison 6, épisode 6 The Case of the Dodging Domino (1962) ; Saison 7, épisode 5 The Case of the Decadent Dean (1963) d'Earl Bellamy ; Saison 8, épisode 24 The Case of the Careless Kitten (1965) de Vincent McEveety
- 1963 : Gunsmoke ou Police des plaines (Gunsmoke ou Marshal Dillon), Saison 9, épisode 12 The Magician
- 1964-1965 : Bonanza, Saison 5, épisode 23 The Pure Truth (1964) de Don McDougall ; Saison 6, épisode 28 A Good Night's Rest (1965) de William F. Claxton

### Comme réalisateur (intégrale)

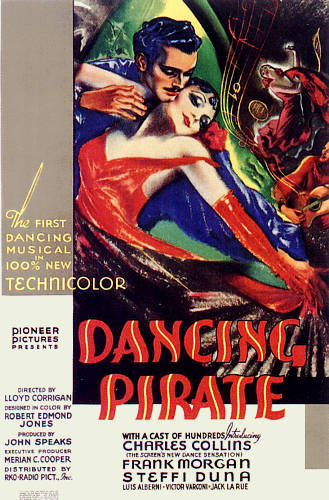
Affiche pour Le Danseur pirate (1936)

(et autres contributions, le cas échéant)
- 1930 : Follow Thru (en), coréalisé par Laurence Schwab, avec Charles 'Buddy' Rogers, Nancy Carroll, Jack Haley (+ scénario)
- 1930 : Along came Youth, coréalisé par Norman Z. McLeod, avec Charles 'Buddy' Rogers, Frances Dee
- 1931 : Daughter of the Dragon, avec Anna May Wong, Warner Oland, Sessue Hayakawa (+ adaptation)
- 1931 : The Beloved Bachelor (en), avec Paul Lukas
- 1932 : No One Man (en), avec Carole Lombard, Ricardo Cortez, Paul Lukas
- 1932 : The Broken Wing (en), avec Lupe Vélez, Leo Carrillo, Melvyn Douglas
- 1933 : He Learned About Women (en), avec Stuart Erwin, Alison Skipworth (+ histoire)
- 1934 : La Cucaracha, court métrage en Technicolor, avec Don Alvarado, Steffi Duna (+ histoire)
- 1934 : Avec votre permission (By Your Leave), avec Frank Morgan, Genevieve Tobin
- 1935 : Murder on a Honeymoon (en), avec Edna May Oliver, James Gleason
- 1936 : Le Danseur pirate (Dancing Pirate), avec Frank Morgan, Steffi Duna, Luis Alberni, Victor Varconi
- 1937 : Alerte la nuit (Night Key), avec Boris Karloff, Alan Baxter
- 1937 : Lady Behave! (en), avec Sally Eilers, Neil Hamilton, Joseph Schildkraut

### Comme scénariste
(sauf mention contraire ou complémentaire)
- 1926 : Raymond s'en va-t-en guerre (Hands Up!) de Clarence G. Badger
- 1926 : Miss Brewster's Millions de Clarence G. Badger
- 1926 : Wet Paint (en) d'Arthur Rosson
- 1926 : Petite Championne (The Campus Flirt) de Clarence G. Badger
- 1927 : Señorita de Clarence G. Badger
- 1927 : Wedding Bill$ (en) d'Erle C. Kenton (+ histoire)
- 1927 : L'École des sirènes (Swim Girl, Swim) de Clarence G. Badger (+ histoire)
- 1927 : Monsieur... Mademoiselle (She's a Sheik) de Clarence G. Badger
- 1928 : La Belle aux cheveux roux (Red Hair) de Clarence G. Badger (adaptation du roman Candide Évangéline — The Vicissitudes of Evangeline — d'Elinor Glyn)
- 1928 : The Fifty-Fifty Girl de Clarence G. Badger
- 1928 : Hot News de Clarence G. Badger (adaptation)
- 1928 : Quelle nuit ! (What a Night!) d'A. Edward Sutherland (histoire)
- 1929 : The Mysterious Dr. Fu Manchu de Rowland V. Lee (+ dialogues)
- 1929 : La Cadette (The Saturday Night Kid) d'A. Edward Sutherland (adaptation de la pièce Love 'Em and Leave 'Em de George Abbott, et dialogues)
- 1929 : Grande Chérie (Sweetie), de Frank Tuttle (+ histoire)
- 1930 : The Return of Dr. Fu Manchu de Rowland V. Lee (+ adaptation)
- 1930 : Anybody's War (en) de Richard Wallace
- 1931 : Dude Ranch (en) de Frank Tuttle (adaptation)
- 1931 : The Lawyer's Secret de Louis Gasnier de Louis Gasnier et Max Marcin
- 1937 : Hold 'Em Navy (en) de Kurt Neumann
- 1938 : Campus Confessions de George Archainbaud
- 1938 : Touchdown, Army (en) de Kurt Neumann
- 1939 : Night Work (en) de George Archainbaud

## Théâtre (à Broadway)
- 1933 : La Dernière Offensive de Napoléon (Her Man of Wax) de Walter Hasenclever, adaptation de Julian F. Thompson, mise en scène d'Arthur Lubin, avec Moroni Olsen, Carl Benton Reid, Lenore Ulric : rôle-titre